# Бєлов Федір Іванович
Федір Іванович Бєлов (20 лютого 1920, с. Нижній Авзян Бєлорєцького району Баширської АРСР — 27 травня 1979, Сібай) — командир гармати 2-ї батареї 683-го артилерійського полку (214-та стрілкова дивізія, 1-й Український фронт), старший сержант. Герой Радянського Союзу.

## Біографія
Народився 20 лютого 1920 року у селі Нижній Авзян Бєлорєцького району Баширської АРСР. Росіянин. Освіта незакінчена вища. До призову в армію працював на Тубінському руднику Баймацького району.
До Червоної армії призваний у 1941 році Баймацьким райвійськкоматом. Член ВКП(б) з 1943 року.
Старший сержант Ф.І. Бєлов особливо відзначився при форсуванні річки Одер у районі міста Олау (Польща) 26 січня 1945 року.
Звання Героя Радянського Союзу з врученням ордена Леніна і медалі «Золота Зірка» (№ 8870) Федору Івановичу Бєлову присвоєно 10 квітня 1945 року. 
Після демобілізації закінчив партійну школу при Башкирському обкомі ВКП(б), працював на Сібайському мідно-сірчаному комбінаті начальником цивільної оборони, змінним майстром.
Помер 27 травня 1979 року, похований у Сібаї.

## Нагороди
- Герой Радянського Союзу
- Орден Леніна
- Орден Червоної зірки (03.10.1943)[2]
- медалі

## Пам'ять
Іменем Героя названі вулиці у містах Сібай та Баймак.